# Sülchen
Sülchen ist eine Wüstung im Nordosten der Stadt Rottenburg am Neckar im Landkreis Tübingen, Baden-Württemberg. Von der Existenz der ehemaligen Siedlung zeugen noch heute eine Kirche in überbauter Form und ein Friedhof. Die Siedlung selbst ist vermutlich im 13. Jahrhundert abgegangen.

## Geschichte

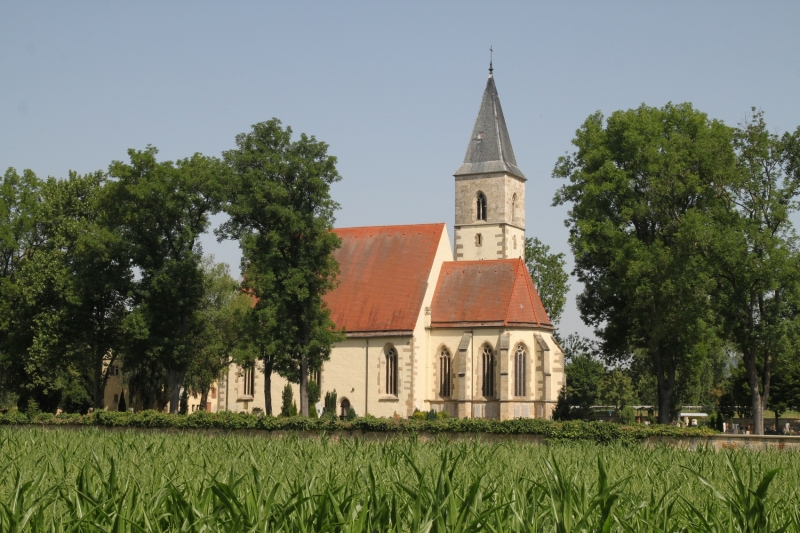
Die Sülchenkirche

Erstmals erwähnt wird der Ort Sülchen als „Sulichi(n)“ in der von Mönchen des Klosters St. Gallen verfassten Lebensgeschichte des heiliggesprochenen Meinrad von Einsiedeln Anfang des 10. Jahrhunderts. Dieser Legende nach soll St. Meinrad aus dem von alters her Sülchgau genannten Landstrich stammen, der nach dem Ort Sülchen benannt worden sei.
Archäologische Untersuchungen weisen auf eine frühere Entstehungszeit von Sülchen. In frühalamannischer Zeit, im 4. und 5. Jahrhundert entstand in unmittelbarer Nähe der späteren Sülchenkirche eine Siedlung.  Deutlich ist auch, dass die Wüstung Sülchen mehr war als eine der üblichen ländlichen Siedlungen. So ist die Siedlungsfläche ungewöhnlich groß und auch die Architektur mit karolingerzeitlichem Steinbau und hochmittelalterlichen Steinkellern fällt aus dem Rahmen. Bei Ausgrabungen in der Kirche wurden Reste älterer Vorgängerbauten erfasst, deren ältester bis in die Zeit um 600 zurückreicht und an der Stelle eines älteren merowingerzeitlichen Bestattungsplatzes angelegt wurde.
Im hohen Mittelalter erscheint Sülchen in verschiedenen Urkunden, erstmals in einer Schenkungsurkunde des Königs Heinrich IV. aus dem Jahr 1057, in der die bischöfliche Kirche in Speyer das Gut Sülchen als Eigentum erhält. Auch aufgrund dieser Urkunde lässt sich vermuten, dass Sülchen zuvor fränkisches Königs- bzw. Herzogsgut gewesen sein könnte. Das Bistum Speyer verlieh die neu erworbenen Güter teilweise an das im Sülchgau ansässige Grafengeschlecht der Hessonen. Sülchen wurde im 11. Jahrhundert zu einem Herrschaftszentrum dieser Adelsfamilie. Noch um das Jahr 1075 nennt sich ein Abkömmling dieser Familie „Dominus Ezzo de Sulichin“ (dt.: ‚Esso, Herr von Sülchen‘).
Das Erdbeben von Verona 1117 scheint auch in Sülchen zu Zerstörungen geführt zu haben und könnte eine Rolle bei dem Niedergang des Ortes gespielt haben. Mit der Gründung der Stadt Rottenburg um 1280 durch die Grafen von Hohenberg verlor Sülchen – in weltlicher Hinsicht – ganz an Bedeutung und wurde zur Wüstung. Die alte Gemarkung ging in der heutigen Stadt Rottenburg auf. Die jüngsten Belege der Existenz der Siedlung stammen aus dem 13. Jahrhundert, so wird 1286 noch Berthold, Schmied von Sülchen, als Zeuge in einer Urkunde genannt. Die ältere Forschung hat hier häufig übersehen, dass sich eine Niederadelsfamilie „von Sülchen“ nannte.

## Name
Vermutlich weist die Bezeichnung Sülchen nach dem althochdeutschen Wort „sul“ oder „sol“ („Suhle“, „Lache“) auf die geographische Lage der ehemaligen Siedlung „im Sumpfigen“ (ahdt.: „sulika“) hin. Die lange Zeit vorherrschende Meinung, dass sich der Name Sülchen auf die ehemalige römische Siedlung Sumelocenna in der Nähe von Rottenburg am Neckar beziehen könnte, gilt mittlerweile mangels eindeutiger archäologischer Nachweise und aufgrund etymologischer Bedenken als strittig.

## Sülchenkirche

### Baugeschichte

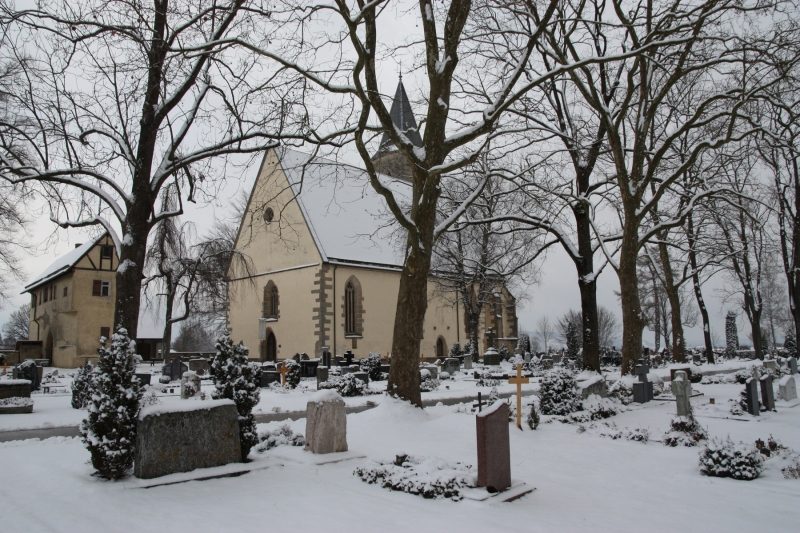
Friedhof bei der Sülchenkirche

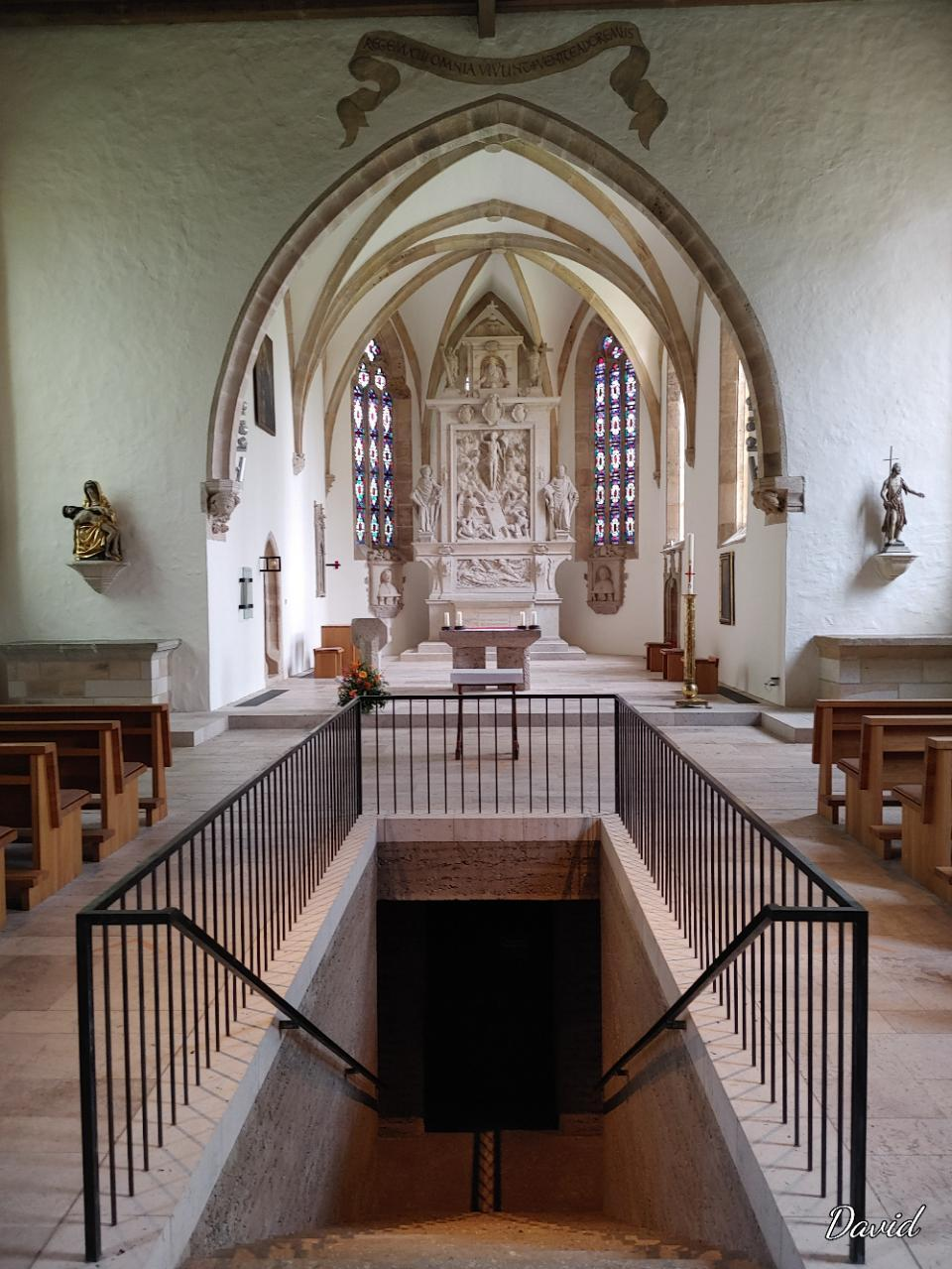
Inneres der Sülchenkirche mit Zugang zur Gruft der Rottenburger Bischöfe

Die heutige Friedhofskirche war die Mutterkirche der Stadt Rottenburg am Neckar. Sie kann als eine der Urkirchen in der Region gelten. Die derzeitigen, archäologischen Untersuchungen im Umfeld der Kirche bestätigen die Vermutung, dass die Ursprünge der Sülchenkirche bis ins 6. Jahrhundert zurück reichen könnten. Möglicherweise war sie ehemals Bestandteil eines fränkischen Herrenhofs, in dessen Umgebung sich die Siedlung Sülchen entwickelt hatte.
Die Kirche wurde im Jahr 1513 im spätgotischen Stil umgebaut und St. Johann Baptist gewidmet. Dabei wurden Teile einer älteren, romanischen Dreiapsidenkirche überbaut, die noch 1293 in einer Urkunde des Bischofs von Konstanz als St. Martinskirche bezeichnet wurde. Teile dieser alten Kirche sind bis heute erhalten geblieben, wie die Nordseite des Langhauses aus dem Jahr 1181, das Treppentürmchen zwischen dem Turm und dem Chor, der ganze Ostgiebel des Langhauses sowie ein großer Teil der Westfassade. Bei dem Umbau wurde die Südwand um etwa 2,5 Meter nach außen versetzt, die Westfassade erneuert sowie die Fenster im Chor und im Langhaus vergrößert und mit spätgotischen Maßwerkfüllungen versehen. Die Kirche blieb jedoch einschiffig mit einer flachen Holzdecke und eingezogenem Chor. 1761 wurde die Kirche nochmals umfassend renoviert.
1868 erhielt sie eine neue Bedeutung als Grablege der Bischöfe der Diözese Rottenburg-Stuttgart. Es wurde eine Gruft unter dem Chor angelegt und 1885 der Turm mit einem Glockengeschoss aus Tuffstein erhöht. Weitere Renovierungen folgten 1935 und 1977, bei denen die neugotische Ausstattung des 19. Jahrhunderts wieder entfernt wurde. Dafür wurde 1935 der Hochaltar im Renaissancestil nach einem Entwurf des Architekten August Koch, gefertigt durch den Bildhauer Walz, aufgestellt. Auch die Epitaphe der Bischöfe fanden vor allem in Chorraum ihren Platz. Das Seligsprechungsverfahren für den in der Gruft bestatteten Bischof Joannes Baptista Sproll wurde am 9. Mai 2011 in der Kirche eröffnet.

### Ausgrabungen
Wegen Wasserschäden musste die Bischofsgruft von 2011 bis 2017 umfassend saniert werden. Neben zahlreichen Gräbern wurde die Vorgängerkirche mit drei Apsiden aus dem 9. Jahrhundert gefunden. Sie hat große Ähnlichkeit mit dem Plan der Klosterkirche St. Johann in Müstair. Wegen der Bedeutung dieses Funds wurden die Sanierungspläne umfassend geändert. Die Grablege der Bischöfe wurde nun in eine neue Unterkirche unter dem Kirchenschiff verlegt. Dadurch konnten umfassend Fundamente freigelegt werden. Geborgene Funde belegen, dass im Umfeld des heutigen Kirchenbaus seit 1.500 Jahren Bestattungen stattfanden. Besonders eindrucksvoll ist die Kontinuität von der merowingerzeitlichen Bestattungsweise auf einem Gräberfeld und darüber aufbauender karolingerzeitlicher Bestattungsweise mit Bau eines möglicherweise als Kirche zu interpretierenden Steinbaus, was die früheren Gräber teils nachträglich in sakralen Bezug bringt. Es handelt sich hierbei um eine für Baden-Württemberg besondere Tradition. Dem Grab eines etwa sechsjährigen Mädchens wurden um das Jahr 600 eine möglicherweise als christliche Beigabe zu deutende Zierscheiben in Kreuzform beigelegt. Gleichzeitig verweisen die Beigaben von Speisen und einer Münze auf noch heidnische Bräuche. Auch eine Frau, die in der ersten Hälfte des 7. Jahrhunderts beerdigt wurde, erhielt als Grabbeigabe ein heidnisches Amulett, aber auch eine bronzene Zierscheibe mit einem ausgesparten Kreuz.
Unter der Kirche wurde eine Außenstelle des Diözesanmuseums eingerichtet; sie ist nur mit Führung zugänglich. Dort können Besucher neben den Relikten der drei Vorgängerbauten auch Funde der reichen Grabausstattungen sehen.

## Klause
1323 wurde der leerstehende Pfarrhof von einer Beginen-Niederlassung besiedelt. Der Konvent schloss sich 1384 dem Dritten Orden des hl. Franziskus an und wurde später in die Straßburger Provinz aufgenommen. Trotz zahlreicher Schenkungen im 15. und 16. Jahrhundert blieb die Klause in Sülchen klein. In der Zeit der Reformation um 1525/40 verließen mehrere Schwestern das Kloster, heirateten und ließen sich in Rottenburg nieder. Im Laufe des 16. Jahrhunderts verschlechterte sich die finanzielle Situation immer mehr, weshalb die Stadt dem Kloster 1627 und 1630 Almosen und Brennholz bewilligte. Durch kriegerische Überfälle 1631 und 1643 wurde die Klause völlig zerstört, aufgehoben und mit dem Konvent der Oberen Klause in Rottenburg vereinigt. Die alte Kirche diente allerdings weiter als Friedhofskirche und noch bis Ende des 18. Jahrhunderts als Pfarrkirche für Seebronn, Wendelsheim und Kiebingen. Sie wurde von Geistlichen der St. Martinsgemeinde in Rottenburg betreut.

## Friedhof
Auf dem Friedhof bei der Sülchen wurden folgende bekannte Persönlichkeiten bestattet:
- Josef Eberle (1901–1986), Schriftsteller, Verleger und Philanthrop
- Anton Herre (1910–1993), Weihbischof im Bistum Rottenburg-Stuttgart
- Kurt Frank (1926–1995), Maler

## Meinradweg
Der Meinradweg ist ein Radweg, benannt nach dem heiligen Meinrad, und verbindet mit einer Gesamtstrecke von 275 km den Geburtsort des Heiligen, Sülchen, eine Wüstung im Nordosten der Stadt Rottenburg am Neckar, mit dem Sterbeort, dem späteren Kloster Einsiedeln und größten Wallfahrtsort in der Schweiz. Auf der Gesamtstrecke sind ca. 3.300 Höhenmeter zu bewältigen, extreme Anstiege gibt es bei der letzten Etappe zwischen Fischingen und Einsiedelei. Die Gesamtstrecke ist bei moderater Reisegeschwindigkeit in vier bis fünf Tagesetappen zu schaffen. Er geht von der Sülchenkirche über Erzabtei Beuron, Etappe 1 mit 80 km über die Insel Reichenau Etappe 2 mit ebenfalls 80 km zum Benediktinerkloster Fischingen mit 60 km als Etappe 3. Die vierte Etappe zwischen Fischingen und Einsiedeln mit noch mal 60 km ist aufgrund der Passhöhen Hufftegg (934 m) und Etzelpass (950 m) die anspruchsvollste Etappe des Weges.